# Гелониас
Гелониас (лат. Helonias) — род однодольных цветковых растений, включённый в трибу Heloniadeae семейства Мелантиевые (Melanthiaceae). Включает один вид — гелониас пузырчатый (Heonias bullata).

## Название
Название Helonias было дано роду растений Карлом Линнеем. Оно образовано от др.-греч. έλος — «болото», что относится к обычным местам произрастания этого растения. В прямом переводе слово Helonias по-русски выглядит как «болотник» (название, под которым также известно большое число других растений), именно под таким родовым названием этот таксон иногда встречался в русскоязычной литературе вплоть до последней четверти XIX века,:267 пока окончательно не устоялась современная русская транскрипция Гело́ниас.

## Ботаническое описание
Гелониас — многолетнее луковичное травянистое растение. Корни волокнистые, довольно толстые. Листья нередко многочисленные, долговечные, расположенные в основании цветоноса, 9—35 см длиной и 1,5—4 см шириной. Поверхность листовой пластинки гладкая, тёмно-зелёная.
Цветки собраны по 30—70 в яйцевидные кистевые соцветия до 10 см длиной на вершине прямостоячего цветоноса-стрелки. Доли околоцветника сиреневые, ложковидной формы, 4—9 мм длиной. Тычинки в числе 6, нитевидные, с синими яйцевидными пыльниками. Пестики в количестве 3. Завязь трёхдольчатая, многосемянная.
Плод — обратнояйцевидная коробочка до 1 см длиной, с тремя рёбрами, с многочисленными веретеновидными коричневыми семенами с беловатыми концами.

## Ареал
Гелониас — эндемик восточной Северной Америки. В Красном списке редких растений МСОП 1997 года имеет статус «редкого вида» (Rare). Линней указал, что это растение описано из Пенсильвании, однако, по мнению Э. Т. Уэрри и Ф. Т. Ютека, эта информация не вполне точна, пенсильванская популяция вида интродуцирована, а образцы, полученные Линнеем, были собраны в Нью-Джерси.
Гелониас произрастает на болотах в районе Голубого хребта. Нередко выращивается в ботанических садах, в том числе в Европе.

## Таксономия
Американский род Гелониас морфологически близок к двум азиатским родам — Heloniopsis и Ypsilandra. Ранее эти три рода иногда объединялись в один, однако по результатам молекулярно-филогенетических исследований они были признаны достаточно чётко ограниченными друг от друга и объединены в трибу Heloniadeae.
|  |                                      |  |                                                         |                                                         |                       |  | ещё 9 семейств (согласно Системе APG III) |              |              |                      |
|  |                                      |  |                                                         |                                                         |                       |  |                                           |              |              | вид Helonias bullata |
|  |                                      |  |                                                         | порядок Лилиецветные                                    |                       |  |                                           |              | род Гелониас |                      |
|  |                                      |  |                                                         | порядок Лилиецветные                                    |                       |  |                                           |              | род Гелониас |                      |
|  | отдел Цветковые, или Покрытосеменные |  |                                                         |                                                         | семейство Мелантиевые |  |                                           |              |              |                      |
|  | отдел Цветковые, или Покрытосеменные |  |                                                         |                                                         |                       |  |                                           |              |              |                      |
|  |                                      |  | ещё 58 порядков цветковых растений (по Системе APG III) | ещё 58 порядков цветковых растений (по Системе APG III) |                       |  |                                           | ещё 18 родов | ещё 18 родов |                      |
|  |                                      |  |                                                         | ещё 58 порядков цветковых растений (по Системе APG III) |                       |  |                                           |              | ещё 18 родов |                      |

### Синонимы
- Helonias lanceolata Sims, 1804
- Helonias latifolia Michx., 1803
- Helonias scapigera Stokes, 1812
- Helonias striata Raf., 1833
- Veratrum americanum Mill., 1768